# Tân Đô
Tân Đô (chữ Hán giản thể:新都区, Hán Việt: Tân Đô khu) là một quận thuộc thành phố Thành Đô, Cộng hoà Nhân dân Trung Hoa. Quận này có diện tích 482 km2, dân số 620.000 người. Quận này có các thắng cảnh như hồ Thăng Am Quế, chùa Bảo Quang. Ngày 15 tháng 11 năm 2001, thành phố cấp huyện Tân Đô bị giải thể để lập quận Tân Đô. Thành phố Tân Đô trước đó nguyên là huyện Tân Đô. Quận lỵ hiện đóng ở trấn Tân Đô. Về mặt hành chính, quận này được chia thành các đơn vị nhai đạo: Đại Phong, Tam Hà, Thạch Bản Than, Tân Dân, Thái Hưng, Ban Trúc Viên, Thanh Lưu, Mã Gia, Kiêu, Mộc, Quân Đồn và các trấn: Tân Đô, Tân Phồn, Thạch Bản Than, Tân Dân, Ban Trúc Viên, Thanh Lưu, Mã Gia, Long Kiều, Mộc Lan, Quân Đồn.